# Sentencias vaticanas
Las Sentencias vaticanas, también conocidas como Gnomologio vaticano o Exhortaciones, son una colección de 81 sentencias y fragmentos de manuscritos de Epicuro y sus discípulos encontrados en la Biblioteca Apostólica Vaticana en 1888 por Karl Wotke.

## Origen
Hemos nacido una vez y no puede haber un segundo nacimiento. Por toda la eternidad nunca mas seremos. Pero tu, aunque no eres señor del mañana, pospones tu felicidad. Desperdiciamos nuestras vidas retrasando las cosas, y cada uno de nosotros muere sin haber realmente vivido.

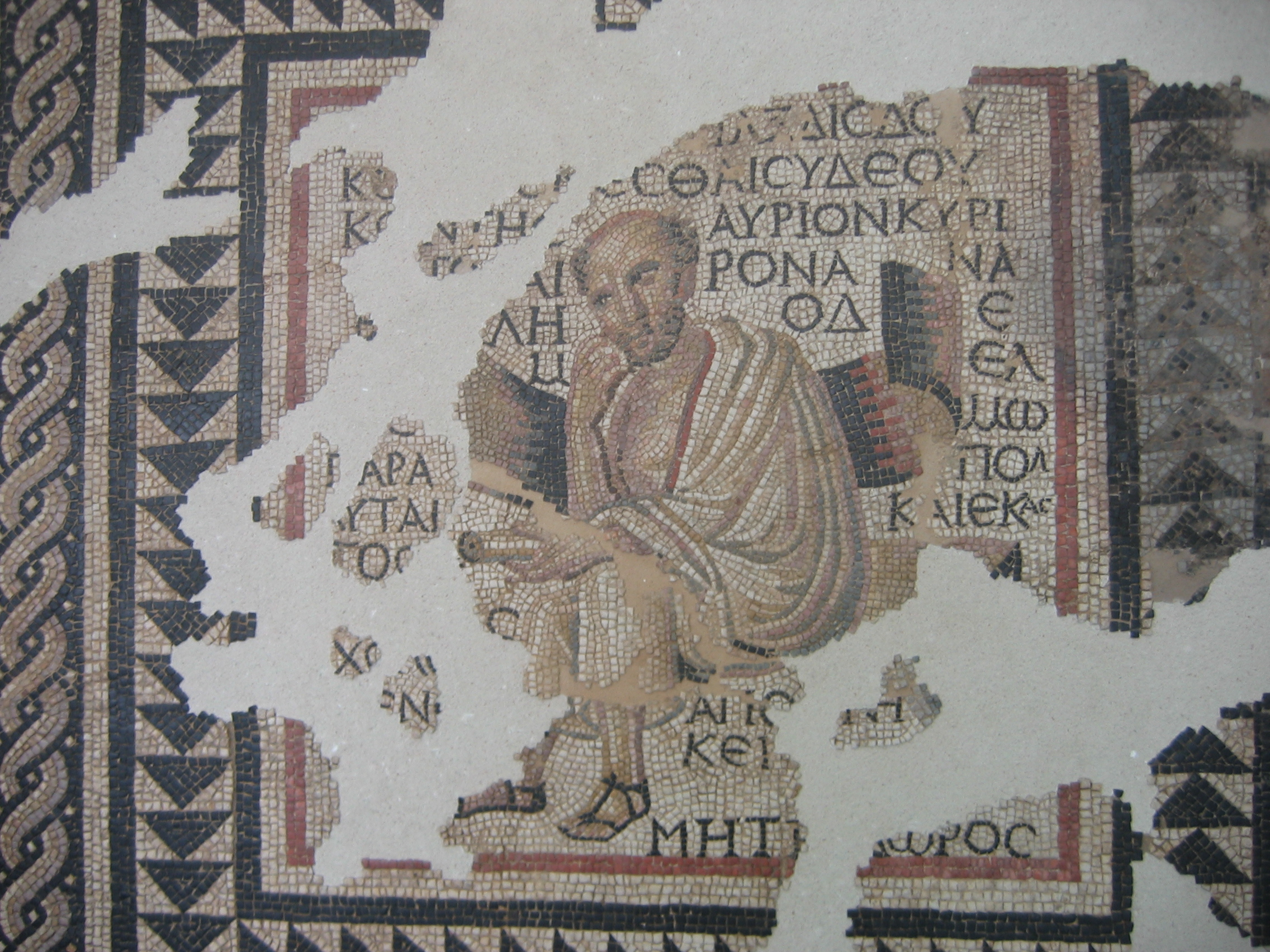
Mosaico de Metrodoro del siglo II - III d.C. en el Museo Rolin, Francia. Se encuentra inscrita la Sentencia Vaticana, 14:Hemos nacido una vez y no puede haber un segundo nacimiento. Por toda la eternidad nunca mas seremos. Pero tu, aunque no eres señor del mañana, pospones tu felicidad. Desperdiciamos nuestras vidas retrasando las cosas, y cada uno de nosotros muere sin haber realmente vivido.

Las máximas fueron descubiertas y publicadas por Karl Wotke en 1888 en un Códice Vaticano griego 1950 del siglo XIV. Estos son 81 aforismos, principalmente de contenido ético para dar a conocer los aspectos más cautivadores del epicureismo fuera de la escuela. 
Algunos se toman de las Máximas capitales, otros confirman varios aspectos del pensamiento epicúreo previamente conocido por la tradición indirecta, y otros, claramente más tarde que Epicuro, documentan la continuidad de su enseñanza por parte de los discípulos. Las Exhortaciones deben ser posteriores a las Máximas.

## Contenido
Estas sentencias consisten en ideas simples y básicas cuyo contenido se centra no tanto una cuestión de verdades absolutas sino principalmente en la ética. 
En esta colección de máximas se abordan los temas fundamentales en la vida de cada hombre. Los principales temas presentes en el "Gnomologio" son los siguientes:
- La libertad, entendida como el logro del placer fruto de la auto-suficiencia, a través de: 
  1. El desapego de los placeres naturales innecesarios y antinaturales e innecesarios.
  2. Abandono del miedo a los dioses.
  3. La eliminación del miedo a la muerte.
  4. Dominio racional de la ansiedad por el dolor físico

«Cuando la Parca nos lleve de aquí nos iremos de la vida tras echar un enorme escupitajo contra la vida y contra los que neciamente se aferran a ella, al mismo tiempo que entonaremos un hermoso cántico de salvación gritando que nuestra vida ha sido bella.» (Sentencias Vaticanas, 47)

- La amistad es muy importante, se deriva de la confianza de que el amigo siempre estaría presente en el momento de necesidad, basado en la aceptación mutua tal como es. Es el único vínculo social gratuito para un hombre que se reconoce a sí mismo como un individuo simple, una piedra angular fundamental en la vida del sabio.

«El hombre bien nacido se dedica principalmente a la sabiduría y a la amistad: de estas, una es un bien mortal; la otra, un bien inmortal». (Sentencias Vaticanas, 78)

- En lo que se refiere a la vida social, Epicuro considera que los negocios y la política como una prisión de la que debe liberarse. Toda acción humana está dirigida a satisfacer las necesidades personales, por lo tanto, el individuo no podría tratar los problemas de la comunidad.

«Hay que liberarse de la cárcel de la rutina y de la política». (Sentencias Vaticanas, 58)

- Según Epicuro, la justicia y las leyes contribuyen a la felicidad de las personas ofreciendo seguridad. Epicuro indicaba que cualquier persona justa podría cometer una injusticia, ya que la justicia por sí misma no existe, solo es una convención que marca lo que se considera justo y lo que no.

«Es fácil pasar desapercibido cuando se comete una injusticia, e imposible de conseguir seguridad de pasar desapercibido.» (Sentencias Vaticanas, 7)

- La felicidad no es una utopía sino una idea que es fácil de alcanzar, basta simplemente vivir, de acuerdo con la naturaleza. De ello se deduce que esto no depende de una condición objetiva de la realidad, sino completamente subjetiva, por lo tanto de la forma en que lo interpretamos. Por lo tanto, la filosofía nos ayuda a sanar los sufrimientos derivados de una visión errónea de la realidad, esto también gracias a la razón.

«El estudio de la naturaleza no crea personas que disfrutan de ostentar y hacer gala de su educación para impresionar a los muchos, sino personas que son fuertes y auto-suficientes y que se enorgullecen de sus cualidades personales, no de las que dependen de circunstancias externas». (Sentencias Vaticanas, 45)